# Ichneumon eumerus
Ichneumon eumerus är en stekelart som beskrevs av Wesmael 1857. Ichneumon eumerus ingår i släktet Ichneumon och familjen brokparasitsteklar. Arten är reproducerande i Sverige. Utöver nominatformen finns också underarten I. e. thomsoni.